# Pensez aux enfants
« Pensez aux enfants » (en anglais : « think of the children ») est un cliché qui a évolué en tactique rhétorique,,. Il se réfère littéralement aux droits de l'enfant (dans la discussion du travail des enfants),, mais est souvent utilisé lors d'un débat comme un argumentum ad misericordiam. Il s'agit d'un argument logique fallacieux,,.

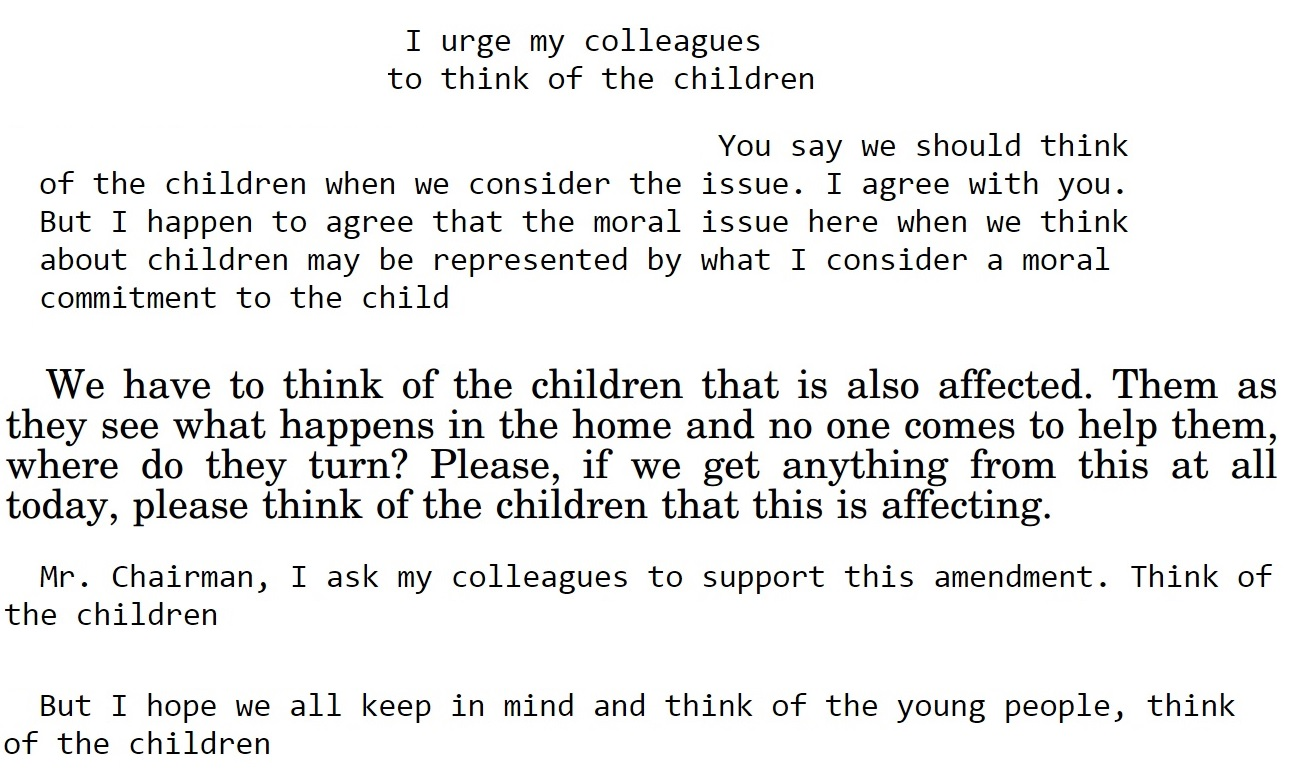
L'argument pensez aux enfants utilisé au Congrès des États-Unis.

Dans leur livre Art, Argument, and Advocacy (2002), John Meany et Kate Shuster soutiennent que cette expression, employée dans un débat, appelle a substituer la raison par l'émotion. L'éthicien Jack Marshall écrit qu'elle doit sa popularité à sa capacité à amener les gens à réfléchir de manière non rationnelle, particulièrement en matière de morale. « Pensez aux enfants » a été invoquée par des partisans de la censure pour, selon eux, protéger les enfants d'un danger,. Dans son livre Community, Space and Online Censorship (2009), Scott Beattie soutient que considérer les enfants de manière excessivement protectrice comme des innocents ayant besoin de protection est une forme d'obsession de la notion de pureté. Un article de 2011 paru dans le Journal for Cultural Research observe que l'expression est née d'une panique morale.
Cette phrase a pu naître en 1964, dans le film Mary Poppins, quand le personnage de Mme Banks demande à la nounou de ne pas partir et de « penser aux enfants ! ». L'expression a surtout été popularisée en 1996 dans la série télévisée Les Simpson, où le personnage d'Helen Lovejoy demande, au cours d'un débat animé par des citoyens de la ville fictive de Springfield, « quelqu'un va-t-il penser aux enfants ? »,,,,. 
Par la suite, son utilisation en société a souvent été moquée, étant même parfois nommée « loi de Lovejoy ».
Dans le domaine de la sécurité informatique et la Cybercriminalité, l'argument « pensez aux enfants » fait partie des Quatre Cavaliers de l'Infocalypse, référençant les quatre arguments régulièrement mis en avant par des représentants du gouvernement et d'autres personnes cherchant à justifier la limitation de l'utilisation civile des outils de cryptographie.